# Бо-таоси
Бо-таоси, ботаоси, ботаоши (яп. 棒倒し бо:таоси, повали столб) — командная игра, популярная в японских учебных заведениях во время дней спорта; её можно сравнить с игрой «захват флага». 

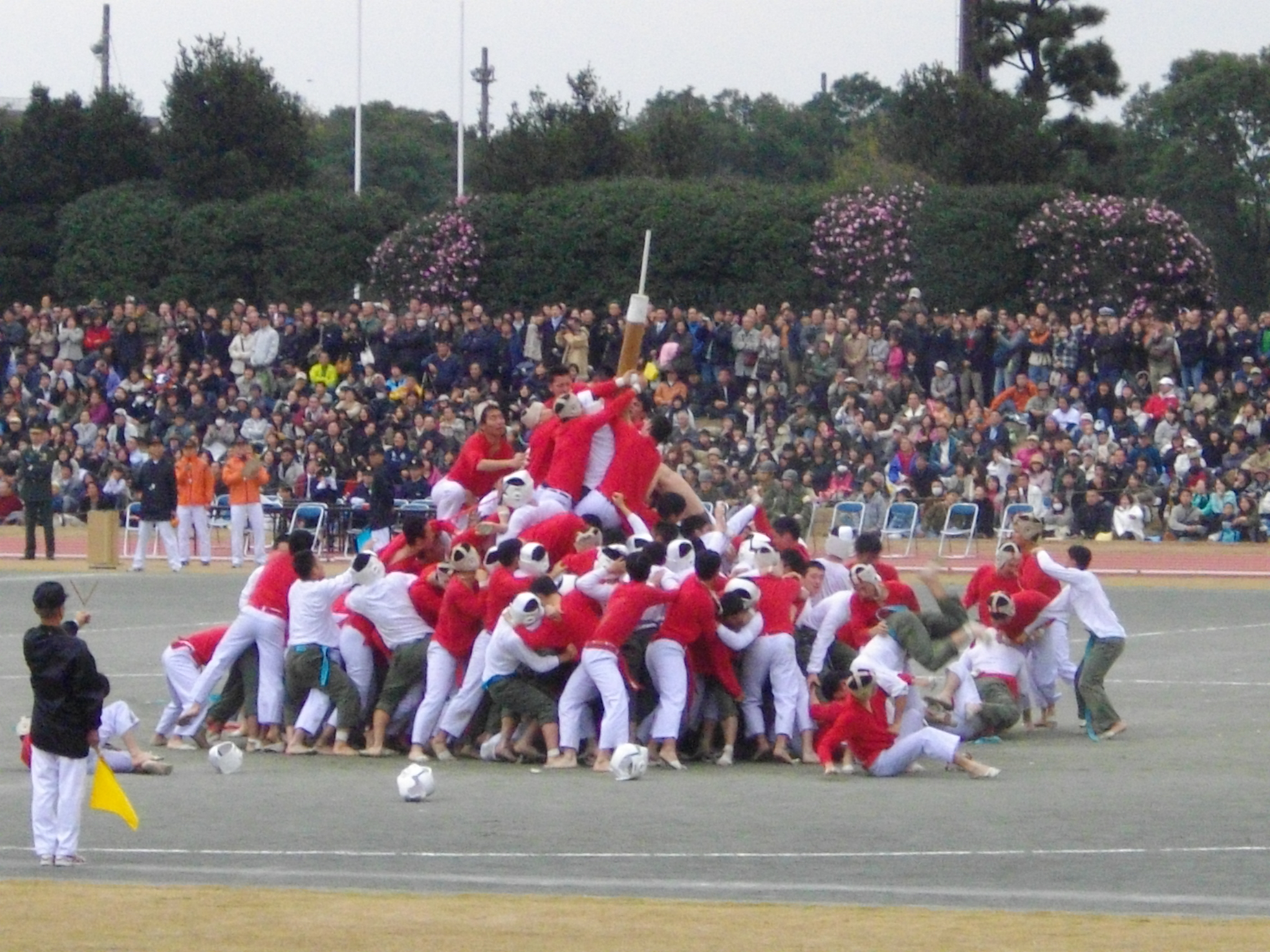
Две команды борются за столб.

Две команды участников разделяются на равные группы нападающих и защищающих. Нападающие стремятся повалить столб противников, задача защищающих — помешать им. В начале игры защитники в оборонительной позиции собираются возле своего столба, устанавливаемого вертикально; нападающие занимают положение в некотором удалении от чужого столба. Побеждает та команда, которой первой удастся наклонить столб противников на угол 30 градусов (до изменения правил в 1973 году — 45 градусов).
Игра курсантов Национальной академии обороны Японии, традиционно проводящаяся каждый ноябрь на годовщину академии, славится своим размахом — в ней участвуют две команды по 150 человек каждая.

## Позиции
Позиции (роли) игроков описаны в соответствии с играми в Национальной академии обороны Японии. Позиция «ниндзя» обычно не встречается в других учебных заведениях.

### Защита
- Поддержка столба — удерживает столб в вертикальном положении.
- Барьер — большая часть защитников, их задача охранять столб от атак.
- Препятствие — изматывают и мешают атакующим, которые прорвались к «барьеру».
- Предотвращение схватки — делают все возможное, чтобы не допустить нападающих осуществить «схватку», когда они, отталкиваясь от спин товарищей по команде, перепрыгивают через «барьер» к столбу.
- Ниндзя — занимает положение на верху столба. Это одна из самых важных позиций в защите. Если столб начал крениться, ниндзя перемещается в противоположную сторону, чтобы собственным весом отклонить его назад.

### Нападение
- Трамплин/схватка — помогают осуществить «схватку», чтобы товарищи по команде перепрыгнули через «барьер» ближе к столбу.
- Атакующие столб — стремятся убрать «ниндзю» со своего места и наклонить столб.
- Атакующие общего назначения — делают все, чтобы помешать защите.